# Пауло Фереира
Пауло Ренато Ребохо Фереира (порт. Paulo Renato Rebocho Ferreira; Кашкаиш, 18. јануар 1979) је бивши португалски фудбалер. Играо је на позицији бека.

## Каријера
Каријеру је почео у Ешторилу, тада друголигашкој екипи. У сезони 2001/02. постаје члан прволигаша Сетубала. Након неколико изврсних партија привлачи пажњу Порта који га доводи у своје редове 2002. године. Пре него што је дошао у Порто играо је на средини терена, да би га Жозе Мурињо „пребацио“ на позицију бека. У својој првој сезони у клубу је освојио првенство, национални куп и УЕФА куп. Следеће сезоне Порто је успео да одбрани титулу првака и освојио титулу шампиона у Лиги шампиона а Фереира је одиграо свих 90 минута у финалу. Фереира је у Челси прешао за 13,2 милиона евра. Поред њега су у Челси дошли и Жозе Мурињо и Рикардо Карваљо. Свој први (и за сада једини гол у дресу Челсија) постигао је у ФА купу против Колчестера. Пропустио је већи део сезоне 2006/07. због повреде. Пре доласка Дека носио је дрес са бројем 20. У јуну 2008. добио је понуду да пређе у редове градског ривала Вест Хем јунајтеда али је није прихватио. Због повреде је морао да пропусти сезону 2008/09. Има уговор са Челсијем до 2013. године.

### Репрезентација
- За сениорску репрезентацију Португалије је одиграо 62 утакмице и није постигао ниједан гол.

Дебитовао је 2002. године. Био је члан екипе која је наступала на Европском првенству 2004, Светском првенству 2006. и Европском првенству 2008. Након повлачења Нуна Валентеа из репрезентације најчешће је играо на позицији левог бека.

## Трофеји и награде

### Порто
- СуперЛига 2002/03, 2003/04.
- Куп Португалије 2003.
- Лига шампиона 2004.
- УЕФА куп 2003.

### Челси
- УЕФА Лига шампиона: 2011/12.
- Премијер лига 2004/05, 2005/06.
- ФА куп 2007.
- Енглески Лига куп 2005, 2007.
- ФА Комјунити шилд 2005.

### Репрезентација
- Европско првенство 2004. финалиста